# Daniel Mestre i Dalmau
Daniel Mestre i Dalmau   (Igualada, 1973) és un director català d'orquestra i de cor.

## Formació
Daniel Mestre inicia els estudis musicals a la seva ciutat i posteriorment a l'Escolania de Montserrat i als conservatoris de Badalona i Barcelona. Els seus instruments són el violí i el piano. Paral·lelament estudia cant i música de cambra i es llicencia en història de l'art a la Universitat Autònoma de Barcelona. També assisteix a cursos de direcció coral amb Pierre Cao i Lászlo Heltay i de direcció orquestral amb Antoni Ros-Marbà.
El 1997 es trasllada a Viena on cursa estudis de direcció al Konservatorium der Stadt Wien amb els professors Reinhard Schwarz i Georg Mark. Es gradua amb les màximes qualificacions dirigint al Konzerthaus vienès l'Orquestra Simfònica de Bratislava.

## Activitat musical
A Viena dirigeix diverses formacions corals i instrumentals i és membre de l'Arnold Schoenberg Chor, amb el qual participa com a assistent de direcció en diverses produccions. Ha estat convidat a dirigir el European Youth Singers a Praga, la Camerata Musica Wien a Àustria i fundà la Camerata Gaudí, amb la que actuà en diversos festivals de Catalunya.
L'any 2002 es traslladà a Sud-àfrica, on assumí la direcció del Cape Town Opera Chorus, i realitzà una tasca de formació operística amb joves cantants de menys de 35 anys. A Sud-àfrica debutà com a director d'òpera amb La Traviata i dirigí diversos concerts simfònics al capdavant de la Cape Philharmonic Orchestra. També participà com a assistent de direcció a la històrica producció de Fidelio a la presó de Nelson Mandela a Robben Island i fou invitat a formar part del jurat en diversos concursos corals a Ciutat del Cap, Pretòria i Durban.
La temporada 2004-05 intervé com a director assistent a diverses produccions del Gran Teatre del Liceu. Des del 2005 és professor de música de cambra i dirigeix regularment el Cor, l'Orquestra de Cambra i l'Orquestra Simfònica del Conservatori Superior del Liceu i és el director musical de la seva Jove Companyia d'Òpera, amb la qual dirigeix òperes de Salieri, Mozart, Bizet, Von Suppé, Toldrà, Donizetti, Menotti i Rossini.
Ha estat director titular de la Jove Orquestra Simfònica Gèrminans (2004-2006), director assistent del Cor de Cambra del Palau de la Música Catalana (2005-2011) i director titular del Coro de la Orquesta Ciudad de Granada (2006-2012).
Actualment, és professor de direcció, percepció auditiva i director musical del Taller d'Òpera de l'Escola Superior de Música de Catalunya, on ha dirigit produccions d'òperes de Mozart, Britten, Donizetti, Händel, i en la recuperació històrica de l'òpera “Titaina” d'Enric Morera al TNC. També ha dirigit el seu Conjunt del s. XX, el Conjunt de Música Antiga i l'Orquestra Simfònica.
Ha estat convidat a dirigir en diverses ocasions l'Orquesta Ciudad de Granada a l'Auditorio Manuel de Falla, l'Orquestra Nacional Clàssica d'Andorra, l'Orquestra Terrassa 48 al Palau de la Música Catalana, l'Orquestra de Cambra Barroca de Barcelona, l'Orquestra Simfònica Camerata XXI o l'Orquestra de Girona, entre altres cors i orquestres, o en les temporades d'òpera del Teatre Principal de Palma i el Teatre Principal de Maó.També ha estat convidat a participar com a director en diversos cursos i festivals nacionals i internacionals, com el Curs Internacional de Música de Cervera o darrerament en el Festival Europa Cantat a Torí (Itàlia).
Ha enregistrat per a Columna Música un CD amb el Cor de Cambra Fòrum Vocal, del qual n'ha estat director titular. També ha gravat per a les ràdios austríaca i sud-africana i per a RNE-Radio Clásica i Catalunya Música.